# Pseuderanthemum poilanei
Pseuderanthemum poilanei är en akantusväxtart som beskrevs av Raymond Benoist. Pseuderanthemum poilanei ingår i släktet Pseuderanthemum och familjen akantusväxter. Inga underarter finns listade i Catalogue of Life.